# 创维汽车
创维汽车是一家中国电动乘用车制造商，总部位于南京，自2017年开始运营。该品牌属于中国开沃新能源汽车集团，母公司创维集团。

## 历史
2017年，南京金龙客车所有者开沃新能源汽车集团宣布进军乘用车领域。为此，子公司“开沃新能源”应运而生。同年，南京研发中心开始了首款电动汽车的研发工作。
2019年，江苏天美汽车有限公司成立。
2020年，开沃电动汽车研发部门正式推出了创维ET5作为其首款车型，由天美汽车生产。
2021年4月，开沃新能源汽车更名为创维汽车，以示母公司为创维集团。最初，更名并不包括开沃ET5，但在2021年7月，该车改称为创维EV6。
2021年，德国公司Elaris宣布将在当地销售EV6，名称为Elaris Beo。加拿大帝国汽车公司（Imperium Motors）还宣布将于同年将EV6作为ET5 Imperium引入美国和加拿大。

## 产品
- 创维EV6（原创维ET5）
- 创维HT-i
- 创维HT-i Ⅱ
- 创维EV6 Ⅱ

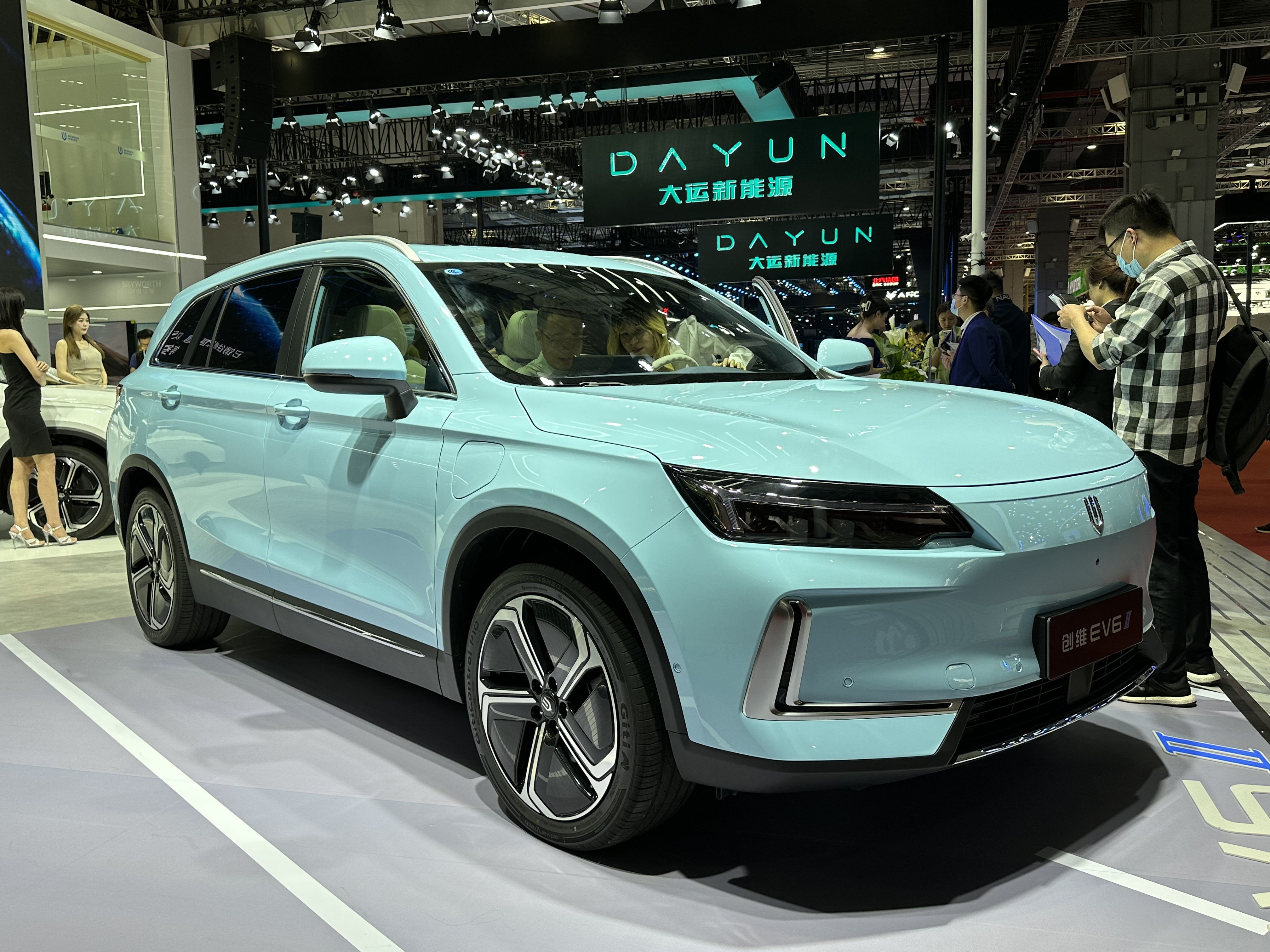
EV6
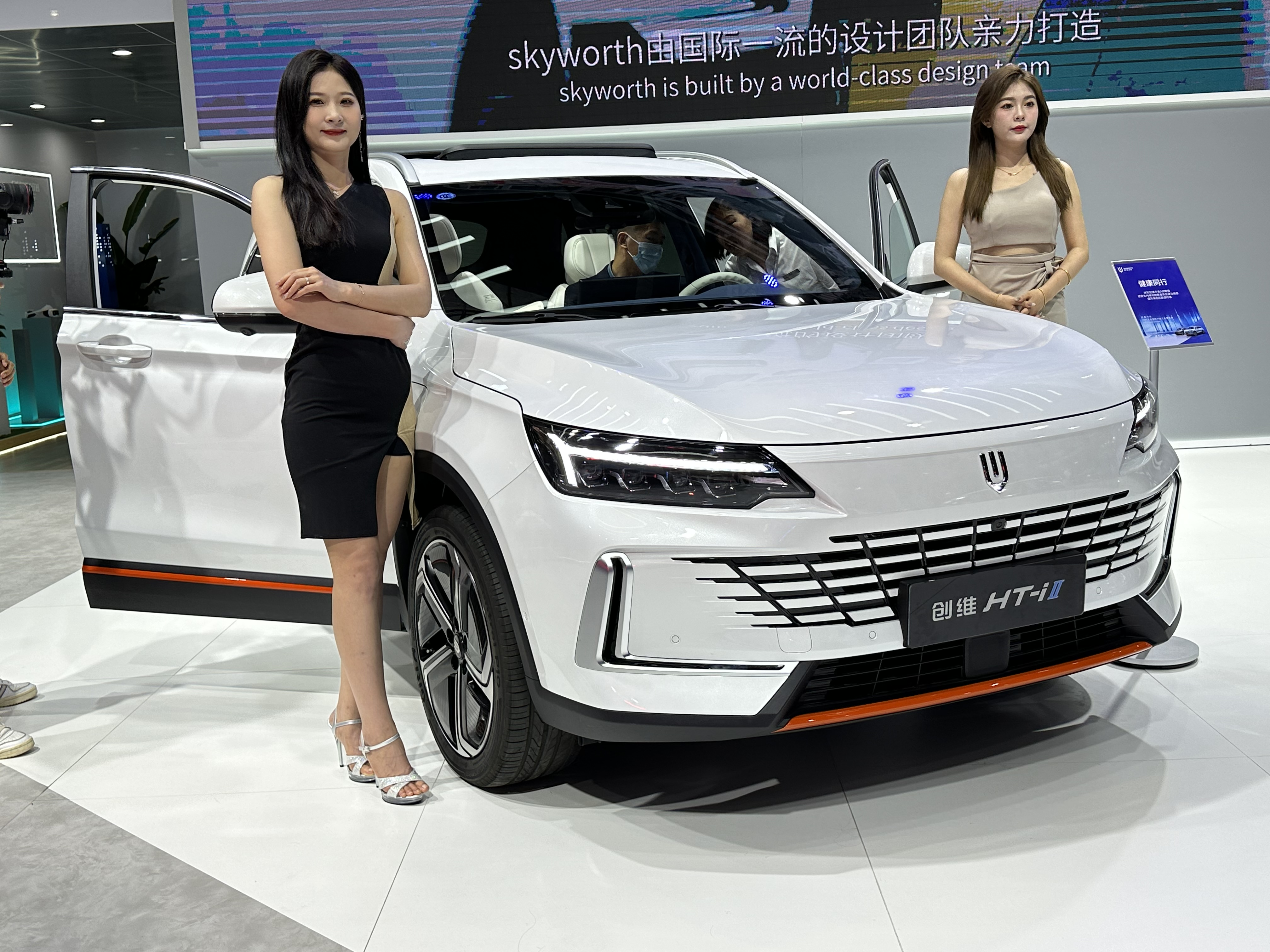
HT-i Ⅱ
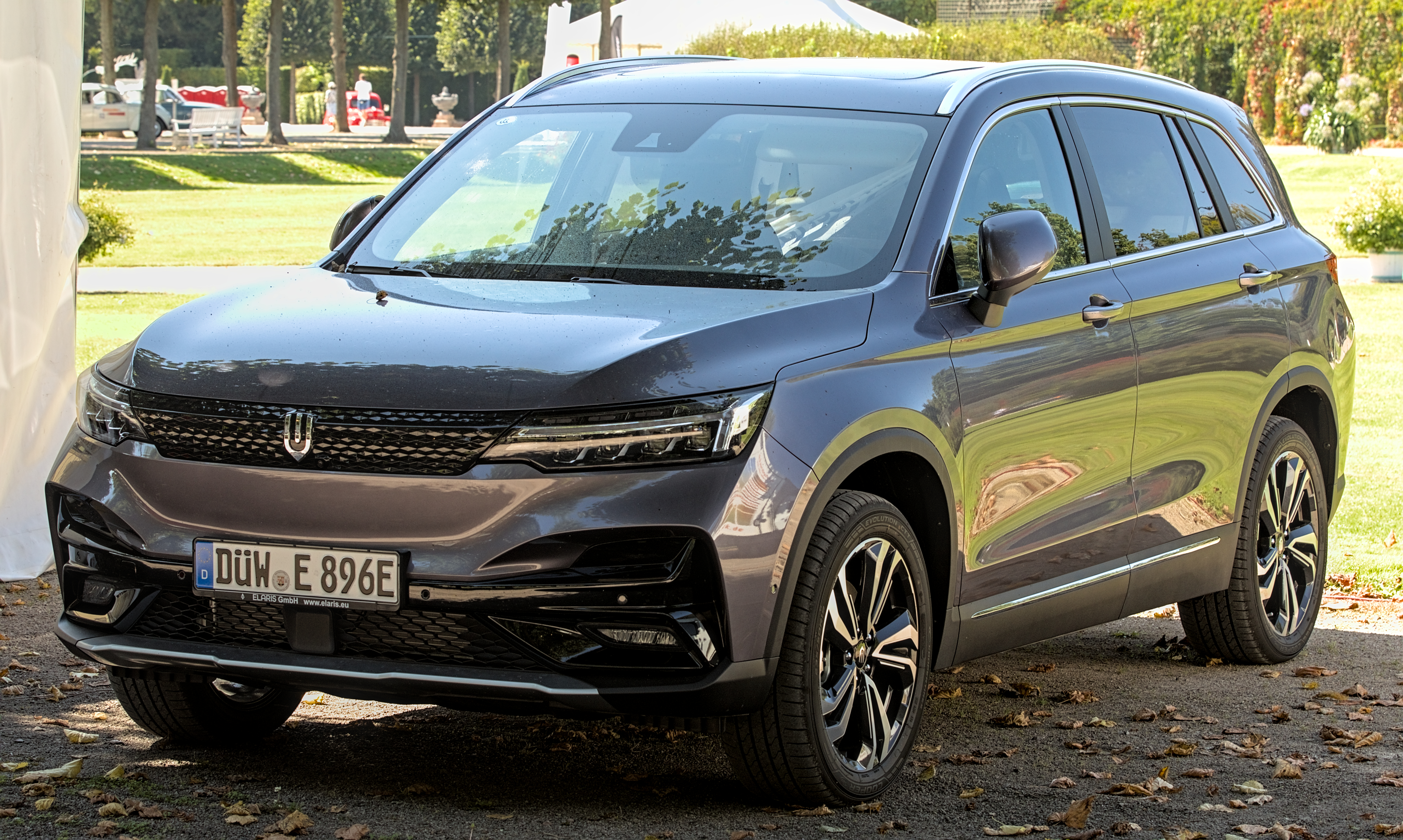
Elaris Beo

## 销售量
| 年     | 销售量 |
| ------ | ------ |
| 2021年 | 4,088  |
| 2022年 | 21,916 |